# Enock Sabumukama
Enock Sabumukama (ur. 4 września 1994 w Ngozi) – burundyjski piłkarz grający na pozycji ofensywnego pomocnika. Od 2017 jest zawodnikiem ZESCO United.

## Kariera klubowa
Swoją karierę piłkarską Sabumukama rozpoczął w klubie Le Messager Ngozi FC. W 2012 roku zadebiutował w jego barwach w burundyjskiej pierwszej lidze. W sezonie 2015/2016 wywalczył z nim wicemistrzostwo Burundi oraz zdobył Puchar Burundi. W 2017 przeszedł do zambijskiego ZESCO United. W sezonach 2017, 2018, 2019 i 2020/2021 wywalczył z nim cztery mistrzostwa Zambii. W sezonie 2019/2020 zdobył też Puchar Zambii, a w sezonie 2021/2022 został wicemistrzem tego kraju.

## Kariera reprezentacyjna
W reprezentacji Burundi Sabumukama zadebiutował 15 lipca 2014 roku w zremisowanym 0:0 towarzyskim meczu z Kenią, rozegranym w Nairobi. W 2019 roku został powołany do kadry do na Puchar Narodów Afryki 2019. Wystąpił w nim w jednym meczu grupowym, z Madagaskarem (0:1).